# Дуо Норман
Дуо Норман (фр. Duo Normand) — ежегодная шоссейная велогонка  однодневная велогонка, проходящая в сентябре во французской департаменте Манш. 

## История
Гонка была впервые проведена в 1982 году и в ней участвовали только любители, с 1987 года начали допускаться и профессионалы. В 2005 году вошла в календарь UCI Europe Tour пол категорией 1.2, с 2012 года — 1.1. 
В отличие от остальных профессиональных однодневок она не столь длинная, всего 54,3 километра (до 2006 — 53 км), но парная: гонщики едут командным дуэтом как в командной гонке. Дистанция располагется в окрестностях в городе Мариньи (департамент Манш). Проводится в сентябре.
С момента исчезновения в 2007 году Luk Challenge является единственной профессиональной гонкой подобного парного формата.
Рекордсменом по числу совместных побед является пара австралийца Люка Дарбриджа и канадца Свейна Тафта. По числу побед не зависимо от партнёра по мимо них трижды выигрывали француз Тьерри Мари и британец Крис Бордман (оба каждый раз с разными партнёрами).
В 2016 году соревнование было омрачено трагическим инцидентом: британский велогонщик Иан Башфорд погиб после столкновения с техничкой за 200 м до финиша.

### Призёры
| Год  | Победитель                               | Второй                                  | Третий                                 |
| ---- | ---------------------------------------- | --------------------------------------- | -------------------------------------- |
| 1982 | Филипп Буватье Брюс Пеан                 | Éric Ragneau Dominique Ragneau          | Henrik Charucki François Mignon        |
| 1983 | Бриан Хольм Жак Арвид Ольсен             | Тьерри Мари Alain Taillefer             | Бруно Корнилет Ролан Ле Клерк          |
| 1984 | Кристоф Гиккуэль Кристоф Башело          | Christian Lefebvre Jean-Paul Letourneur | Philippe Brenner Fabrice Henry         |
| 1985 | Тьерри Мари Шарли Мотте                  | William Perard Jacques Dutailly         | Бернар Ришар Даниэль Левё              |
| 1986 | Жак Арвид Ольсен Петер Гиллинг           | Лоран Безаул Паскаль Лино               | Frédéric Gallerne M. Saux              |
| 1987 | Тьерри Мари Жерар Рю                     | Ришар Вивьен Лоран Безаул               | Бернар Ришар Ролан Ле Клерк            |
| 1988 | Тьерри Мари Филипп Буватье               | Петер Вербекен Барт Лейсен              | Атле Квалсволл Олаф Лурвик             |
| 1989 | Ромес Гайнетдинов Павел Тонков           | Ришар Вивьен Jean-Louis Harel           | Паул Хагедорен Rob Harmeling           |
| 1990 | Дмитрий Васильченко Юрий Мануйлов        | Фрэнсис Моро Laurent Pillon             | Michel Cargnello Jean-Luc Tasset       |
| 1991 | Вячеслав Джаванян Андрей Тетерюк         | Ян Карлссон Бьорн Юханссон              | Тьерри Гувену Кристоф Капель           |
| 1992 | Джанфранко Контри Лука Коломбо           | Ян Карлссон Гленн Магнуссон             | Марсель Вюст Жан-Филипп Дожва          |
| 1993 | Крис Бордман Лоран Безаул                | Паскаль Лэнс Эдди Сеньёр                | Ян Карлссон Магнус Кнутссон            |
| 1994 | Джанфранко Контри Кристиан Сальвато      | Фабиан Йекер Beat Meister               | Петер Вербекен Марк Стрел              |
| 1995 | Эммануэль Маньен Стефан Петилло          | Пьер-Анри Ментеор Francis Urien         | Jean-Louis Harel Grégoire Balland      |
| 1996 | Крис Бордман Пол Мэннинг                 | Jean-François Anti Стефан Куэфф         | Паскаль Лэнс Марек Лесьневский         |
| 1997 | Хенк Вогель Сирил Бос                    | Эдди Сеньёр Андреа Перон                | Паскаль Лэнс Марек Лесьневский         |
| 1998 | Магнус Бяcкстедт Жером Нёвилль           | Карлос Да Крус Гийом Оджер              | Фрэнсис Моро Дэвид Миллар              |
| 1999 | Крис Бордман Йенс Фогт                   | Артурас Каспутис Жиль Меньян            | Фредерик Гуесдон Брэдли Макги          |
| 2000 | Ласло Бодроги Даниэле Нарделло           | Марко Пинотти Рубенс Бертольяти         | Фредерик Фино Энтони Ланджелла         |
| 2001 | Джонатан Вотерс Йенс Фогт                | Фабиан Канчеллара Майкл Роджерс         | Барт Воскамп Remco van der Ven         |
| 2002 | Евгений Петров Филиппо Поццато           | Юнас Ульссон Густав Ларссон             | Christian Poos Энди Каппелле           |
| 2003 | Жан Нюттли Филипп Шнайдер                | Benjamin Levécot Noan Lelarge           | Евгений Ваккер Артём Бочкарёв          |
| 2004 | Эдди Сеньёр Фредерик Фино                | Benjamin Levécot Noan Lelarge           | Санди Касар Карлос Да Крус             |
| 2005 | Сильвен Шаванель Тьерри Маришаль         | Юрий Кривцов Эрки Пютсеп                | Доминик Корню Юрген Руландтс           |
| 2006 | Ондржей Сосенка Радек Блахут             | Дени Робин Седрик Котюль                | Флоран Брар Stéphane Bergès            |
| 2007 | Брэдли Уиггинс Михель Элийзен            | Эмильен-Бенуа Берже Дени Робин          | Густав Ларссон Виктор Уго Пенья        |
| 2008 | Микаэль Тронборг Мартин Мортенсен        | Каспер Йёргенсен Микаэль Мёркёв         | Лиуве Вестра Йос Пронк                 |
| 2009 | Николай Трусов Артём Овечкин             | Сергей Фирсанов Алексей Сарамотин       | Евгений Попов Александр Порсев         |
| 2010 | Александр Плюшкин Артём Овечкин          | Жереми Руа Антони Ру                    | Никита Новиков Дмитрий Игнатьев        |
| 2011 | Томас Деккер Йохан Вансюммерен           | Жереми Руа Антони Ру                    | Йенс Моурис Мартин Кейзер              |
| 2012 | Люк Дарбридж Свейн Тафт                  | Алекс Даусетт Люк Роу                   | Роберт Вречер Андреас Хофер            |
| 2013 | Люк Дарбридж Свейн Тафт                  | Майкл Хепбёрн Йенс Моурис               | Кристоф Вандевалле Жюльен Вермот       |
| 2014 | Рейдар Боргерсен Трульс Энген Корсет     | Антони Делаплас Арно Жерар              | Иван Балыкин Артём Овечкин             |
| 2015 | Виктор Кампенартс Йелле Валлайс          | Димитри Клайс Оливер Пардини            | Мартин Тофт Мадсен Mathias Westergaard |
| 2016 | Люк Дарбридж Свейн Тафт                  | Lars Carstensen Мартин Тофт Мадсен      | Жоан Ле Бон Марк Фурнье                |
| 2017 | Антони Делаплас Пьер-Люк Перишон         | Матиас Йёргенсен Миккель Бьерг          | Дэвид Бучер Тимоти Стивенс             |
| 2018 | Мартин Тофт Мадсен Расмус Кристиан Кводе | Эмиль Виньебо Каспер фон Фольсах        | Бруно Армирайл Жереми Руа              |
| 2019 | Матиас Йёргенсен Расмус Кристиан Кводе   | Кристоф Лапорт Антони Перес             | Маттиас Брендле Патрик Гампер          |